# Liste des systèmes d'exploitation Apple
Cet article est une liste des systèmes d'exploitation publiés par Apple Inc.

## Ordinateur Apple
Il n'y avait pas de système d'exploitation pour le Apple I.

### Apple II
- Apple DOS est le premier système d'exploitation pour ordinateurs Apple[1]
- Apple ProDOS
- Apple GS/OS

### Apple III
- Apple SOS (en)

### Apple Lisa
- Lisa OS
- MacWorks XL

## Ordinateurs Macintosh

### Classic Mac OS
- System 1
- System 2
- System 3
- System 4
- System Software 5 – également appelé System 5
- System Software 6 – également appelé as System 6
- System 7 – System 7.5.1 a été le premier à faire référence à Mac OS, Mac OS 7.6 a été le premier à être appelé "Mac OS"
- Mac OS 8
- Mac OS 9 – Mac OS 9.2.2 était la dernière version de Classic Mac OS

### Mac OS X / OS X / macOS
macOS était auparavant connu comme Mac OS X puis OS X.
- Mac OS X Public Beta (en) – nom de code Kodiak
- Mac OS X 10.0 – nom de code Cheetah
- Mac OS X 10.1 – nom de code Puma
- Mac OS X 10.2 – également appelé Jaguar
- Mac OS X Panther – 10.3
- Mac OS X Tiger – 10.4
- Mac OS X Leopard – 10.5
- Mac OS X Snow Leopard – 10.6 (nécessite un achat)
- Mac OS X Lion – 10.7 – également appelé OS X Lion (nécessite un achat)
- OS X Mountain Lion – 10.8 (nécessite un achat)
- OS X Mavericks – 10.9 (gratuit)
- OS X Yosemite – 10.10 (gratuit)
- OS X El Capitan – 10.11 (gratuit)
- macOS Sierra – 10.12 (gratuit)
- macOS High Sierra – 10.13 (gratuit)
- macOS Mojave – 10.14  (gratuit)
- macOS Catalina – 10.15 (gratuit)
- macOS Big Sur – 11 (gratuit)
- macOS Monterey – 12 (gratuit)
- macOS Ventura – 13 (gratuit)
- macOS Sonoma – 14 (gratuit)
- macOS Sequoia – 15 (gratuit)
- macOS Tahoe – 26 (gratuit)

### macOS Server
macOS Server était auparavant connu comme Mac OS X Server puis OS X Server.
- Mac OS X Server 1.0 – nom de code Hera, également appelé Rhapsody
- Mac OS X Server 10.0 – nom de code Cheetah
- Mac OS X Server 10.1 – nom de code Puma
- Mac OS X Server 10.2 – nom de code Jaguar
- Mac OS X Server 10.3 – nom de code Panther
- Mac OS X Server 10.4 – nom de code Tiger
- Mac OS X Server 10.5 – également appelé Leopard Server
- Mac OS X Server 10.6 – également appelé Snow Leopard Server

À partir de Lion, il n'y a plus de version séparée de Mac OS X Server. À la place, les composantes de serveur sont téléchargeables sur le Mac App Store.
- Mac OS X Lion Server – 10.7 – également appelé OS X Lion Server
- OS X Mountain Lion Server – 10.8 – également appelé Mountain Lion Server
- OS X Mavericks Server – 10.9 – également appelé Mavericks Server
- OS X Yosemite Server – 10.10 – également appelé Yosemite Server 4.0
- OS X 10.11 Server 5.0 – également appelé OS X Server 5.0
- OS X 10.11 Server 5.1 – également appelé OS X Server 5.1
- macOS 10.12 Server 5.2 – également appelé macOS Server 5.2
- macOS 10.12 Server 5.3 – également appelé macOS Server 5.3
- macOS 10.13 Server 5.4 – également appelé macOS Server 5.4
- macOS 10.13 Server 5.5 – également appelé macOS Server 5.5

Aujourd'hui, MacOS Server n'est plus disponible à l'achat. 

#### Autres publications apparentées à macOS
- NeXTSTEP
- OpenStep
- Darwin

### Autres
- A/ROSE
- A/UX
- AIX for Apple Network Servers
- Macintosh Application Environment
- MkLinux
- PowerOpen Environment
- Star Trek – non publié
- Taligent – non publié
- Copland – non publié

## Appareils mobiles

### Newton
- Newton OS

### iPod
- iPhone OS 1
- iPhone OS 2
- iPhone OS 3
- iOS 4
- iOS 5
- iOS 6
- iOS 7
- iOS 8
- iOS 9
- iOS 10
- iOS 11
- iOS 12
- iOS 13
- iOS 14
- iOS 15

### iOS
iOS était auparavant connu comme iPhone OS, même s'il était également disponible sur iPod Touch et l'iPad original.
- iPhone OS 1 – dérivé d' "OS X" (À l'époque, "macOS" était encore connu comme "Mac OS X" et non "OS X" comme il l'a été de 2012 à 2016.)
- iPhone OS 2
- iPhone OS 3
- iOS 4 – suite d'iPhone OS 3
- iOS 5
- iOS 6
- iOS 7
- iOS 8
- iOS 9
- iOS 10
- iOS 11
- iOS 12
- iOS 13
- iOS 14
- iOS 15
- IOS 16
- IOS 17
- IOS 18
- iOS 26

### iPadOS
À la WWDC de juin 2019, Apple a introduit iPadOS, une version d'iOS pour les tablettes iPad, avec une sortie prévue durant l'automne 2019,.
- iPadOS 13 – dérivé d'iOS 13
- iPadOS 14 – dérivé d'iOS 14
- iPadOS 15 – dérivé d'iOS 15
- IPadOS 16 - dérivé d'iOS 16
- iPadOS 17 – dérivé d'iOS 17
- IPadOS 18 - dérivé d'iOS 18
- IPadOS 26 - dérivé d'iOS 26

### watchOS
- watchOS 1 – dérivé d'iOS 8
- watchOS 2 – dérivé d'iOS 9
- watchOS 3 – dérivé d'iOS 10
- watchOS 4 – dérivé d'iOS 11
- watchOS 5 – dérivé d'iOS 12
- watchOS 6 – dérivé d'iOS 13
- watchOS 7 – dérivé d'iOS 14
- watchOS 8 – dérivé d'iOS 15
- watchOS 9 – dérivé d'iOS 16
- watchOS 10 – dérivé d'iOS 17
- watchOS 11 – dérivé d'iOS 18
- watchOS 26 – dérivé d'iOS 26

## Télévision

### Apple TV Software
- Apple TV Software 1 – dérivé de Mac OS X 10.4 Tiger
- Apple TV Software 2 – dérivé de Mac OS X 10.4 Tiger
- Apple TV Software 3 – dérivé de Mac OS X 10.4 Tiger
- Apple TV Software 4 – dérivé d'iOS 4 et iOS 5
- Apple TV Software 5 – dérivé d'iOS 5 et iOS 6
- Apple TV Software 6 – dérivé d'iOS 7
- Apple TV Software 7 – dérivé d'iOS 8

Il n'y a pas eu d'Apple TV Software version 8, elle a été passée lors du passage à tvOS.

### tvOS
- tvOS 9 – dérivé d'iOS 9
- tvOS 10 – dérivé d'iOS 10
- tvOS 11 – dérivé d'iOS 11
- tvOS 12 – dérivé d'iOS 12
- tvOS 13 - dérivé d'iOS 13
- tvOS 14 - dérivé d'iOS 14
- tvOS 15 - dérivé d'iOS 15
- tvOS 16 - dérivé d'iOS 16
- tvOS 17 - dérivé d'iOS 17
- tvOS 18 - dérivé d'iOS 18
- tvOS 26 - dérivé d'iOS 26

## Tableau des systèmes d'exploitation
| Appareil(s)                                 | Platforme(s)                      | OS                    | Annonce            | Publication                           | Abandon            | Notes |
| ------------------------------------------- | --------------------------------- | --------------------- | ------------------ | ------------------------------------- | ------------------ | --- |
| Ordinateurs Apple                           | Apple II series                   | Apple DOS             | Juin 1978          | Juin 1978                             | 1983               | |
| Ordinateurs Apple                           | Apple II series                   | Apple ProDOS          | 1983               | 1983                                  | 1993               | |
| Ordinateurs Apple                           | Apple II series                   | Apple GS/OS           | 1988               | 1988                                  |                    | |
| Ordinateurs Apple                           | Apple III                         | Apple SOS             | 1980               | 1980                                  |                    | |
| Ordinateurs Apple                           | Apple Lisa                        | Lisa OS               | 1983               | 1983                                  |                    | |
| Ordinateurs Apple                           | Apple Lisa                        | MacWorks XL           | 1984               | 1984                                  |                    | |
| Ordinateurs Macintosh (68k)                 | Classic Mac OS                    | System 1              | 1984               | 1984                                  |                    | |
| Ordinateurs Macintosh (68k)                 | Classic Mac OS                    | System 2              | 1985               | 1985                                  |                    | |
| Ordinateurs Macintosh (68k)                 | Classic Mac OS                    | System 3              | 1986               | 1986                                  |                    | |
| Ordinateurs Macintosh (68k)                 | Classic Mac OS                    | System 4              | 1987               | 1987                                  |                    | |
| Ordinateurs Macintosh (68k)                 | Classic Mac OS                    | System Software 5     | 1987               | 1987                                  |                    | - Également appelé System 5                                                                                     |
| Ordinateurs Macintosh (68k)                 | Classic Mac OS                    | System Software 6     | 1988               | 1988                                  |                    | - Également appelé System 6                                                                                     |
| Ordinateurs Apple (68k et PowerPC)          | Classic Mac OS                    | System 7              | 1991               | 1991                                  |                    | - System 7.5.1 a été le premier à faire référence à Mac OS - Mac OS 7.6 a été le premier à être appelé "Mac OS" |
| Ordinateurs Apple (68k et PowerPC)          | Classic Mac OS                    | Mac OS 8              | 1997               | 1997                                  |                    | |
| Ordinateurs Apple (PowerPC)                 | Classic Mac OS                    | Mac OS 9              | 1999               | 1999                                  |                    | |
| Ordinateurs Apple (PowerPC)                 | Mac OS X                          | Mac OS X Public Beta  | September 13, 2000 | September 13, 2000                    | May 14, 2001       | - Nom de code Kodiak                                                                                            |
| Ordinateurs Apple (PowerPC)                 | Mac OS X                          | Mac OS X 10.0         | Septembre 13, 2000 | Mars 24, 2001                         | 2004               | - Nom de code Cheetah                                                                                           |
| Ordinateurs Apple (PowerPC)                 | Mac OS X                          | Mac OS X 10.1         |                    | Septembre 25, 2001                    | 2005               | - Nom de code Puma                                                                                              |
| Ordinateurs Apple (PowerPC)                 | Mac OS X                          | Mac OS X 10.2         |                    | Août 23, 2002                         | 2006               | - Nom de code Jaguar                                                                                            |
| Ordinateurs Apple (PowerPC)                 | Mac OS X                          | Mac OS X Panther      |                    | Octobre 24, 2003                      | 2007               | - Version 10.3                                                                                                  |
| Ordinateurs Apple (PowerPC et X86)          | Mac OS X                          | Mac OS X Tiger        |                    | Avril 29, 2005                        | Septembre 2009     | - Version 10.4                                                                                                  |
| Ordinateurs Apple (PowerPC et X86)          | Mac OS X                          | Mac OS X Leopard      |                    | Octobre 26, 2007                      | 23 juin 2011       | - Version 10.5                                                                                                  |
| Ordinateurs Apple (X86)                     | Mac OS X                          | Mac OS X Snow Leopard |                    | Août 28, 2009                         | 8 avril 2014       | - Version 10.6                                                                                                  |
| Ordinateurs Apple (X86)                     | Mac OS X                          | Mac OS X Lion         |                    | Juillet 20, 2011                      | 23 novembre 2014   | - Version 10.7 - Également appelé OS X Lion                                                                     |
| Ordinateurs Apple (X86)                     | OS X                              | OS X Mountain Lion    |                    | Juillet 25, 2012                      | Août 2015          | - Version 10.8                                                                                                  |
| Ordinateurs Apple (X86)                     | OS X                              | OS X Mavericks        |                    | Octobre 22, 2013                      | Septembre 2016     | - Version 10.9                                                                                                  |
| Ordinateurs Apple (X86)                     | OS X                              | OS X Yosemite         |                    | Octobre 16, 2014                      | Septembre 2017     | - Version 10.10                                                                                                 |
| Ordinateurs Apple (X86)                     | OS X                              | OS X El Capitan       |                    | Juin 8, 2015                          | Juillet 2018       | - Version 10.11                                                                                                 |
| Ordinateurs Apple (X86)                     | macOS                             | macOS Sierra          |                    | Juin 13, 2016                         | Septembre 2019     | - Version 10.12                                                                                                 |
| Ordinateurs Apple (X86)                     | macOS                             | macOS High Sierra     |                    | Juin 5, 2017                          | Novembre 2020      | - Version 10.13                                                                                                 |
| Ordinateurs Apple (X86)                     | macOS                             | macOS Mojave          |                    | Septembre 24, 2018                    | Septembre 2021     | - Version 10.14                                                                                                 |
| Ordinateurs Apple (X86)                     | macOS                             | macOS Catalina        |                    | Octobre 7, 2019                       | Septembre 2022     | - Version 10.15                                                                                                 |
| Ordinateurs Apple (X86)                     | macOS                             | macOS Big Sur         |                    | Novembre 12, 2020                     | Septembre 2023     | - Version 11.0                                                                                                  |
| Ordinateurs Apple (X86)                     | macOS                             | macOS Monterey        |                    | 25 octobre 2021                       | Septembre 2024     | - Version 12.0                                                                                                  |
| Ordinateurs Apple (X86)                     | macOS                             | macOS Ventura         |                    | 24 octobre 2022                       | Septembre 2025     | - Version 13.0                                                                                                  |
| Ordinateurs Apple (X86)                     | macOS                             | macOS Sonoma          |                    | 26 septembre 2023                     | Septembre 2026     | - Version 14.0                                                                                                  |
| Ordinateurs Apple (X86)                     | macOS                             | macOS Sequoia         |                    | 16 septembre 2024                     | Septembre 2027     | - Version 15.0                                                                                                  |
| Ordinateurs Apple (X86)                     | macOS                             | macOS Tahoe           | Juin 9, 2025       | Juin 9, 2025 (bêta)                   | Septembre 2028     | - Version 26 - Changement de la convention de numérotation de version, en année                                 |
| Ordinateurs Apple (PowerPC)                 | Mac OS X Server                   | Mac OS X Server 1.0   | Mars 16, 1999      | Mars 16, 1999                         |                    | - Nom de code Hera - Également appelé Rhapsody                                                                  |
| Ordinateurs Apple (PowerPC)                 | Mac OS X Server                   | Mac OS X Server 10.0  |                    | Mai 21, 2001                          |                    | - Nom de code Cheetah                                                                                           |
| Ordinateurs Apple (PowerPC)                 | Mac OS X Server                   | Mac OS X Server 10.1  |                    | Septembre 25, 2001                    |                    | - Nom de code Puma                                                                                              |
| Ordinateurs Apple (PowerPC)                 | Mac OS X Server                   | Mac OS X Server 10.2  |                    | Août 23, 2002                         |                    | - Nom de code Jaguar                                                                                            |
| Ordinateurs Apple (PowerPC)                 | Mac OS X Server                   | Mac OS X Server 10.3  |                    | Octobre 24, 2003                      |                    | - Nom de code Panther                                                                                           |
| Ordinateurs Apple (PowerPC et X86)          | Mac OS X Server                   | Mac OS X Server 10.4  |                    | Avril 29, 2005                        |                    | - Nom de code Tiger                                                                                             |
| Ordinateurs Apple (PowerPC et X86)          | Mac OS X Server                   | Mac OS X Server 10.5  |                    | Octobre 26, 2007                      |                    | - Également appelé Leopard Server                                                                               |
| Autre ordinateurs                           |                                   | NeXTSTEP              |                    | Septembre 18, 1989                    |                    | |
| Autre ordinateurs                           |                                   | OpenStep              |                    | 1994                                  |                    | |
| Autre ordinateurs                           |                                   | Darwin                |                    | Novembre 15, 2000                     |                    | |
| Autre ordinateurs                           | A/ROSE                            |                       |                    |                                       |                    | |
| Autre ordinateurs                           | A/UX                              |                       |                    |                                       |                    | |
| Autre ordinateurs                           | AIX for Apple Network Servers     |                       |                    |                                       |                    | |
| Autre ordinateurs                           | Macintosh Application Environment |                       |                    |                                       |                    | |
| Autre ordinateurs                           | MkLinux                           |                       |                    |                                       |                    | |
| Autre ordinateurs                           | PowerOpen Environment             |                       |                    |                                       |                    | |
| Autre ordinateurs                           |                                   | Star Trek             |                    | N/A                                   | N/A                | |
| Autre ordinateurs                           |                                   | Taligent              |                    | N/A                                   | N/A                | |
| Autre ordinateurs                           |                                   | Copland               |                    | N/A                                   | N/A                | |
| Newton                                      | Newton                            | Newton OS             |                    |                                       |                    | |
| iPod                                        | iPod                              | iPod OS               |                    |                                       |                    | - Voir aussi iPod firmware                                                                                      |
| Apple TV                                    | Apple TV Software (X86)           | Apple TV Software 1   | Septembre 12, 2006 | Mars 21, 2007                         | Février 12, 2008   | - Dérivé de Mac OS X 10.4 Tiger - Utilise une interface Front Row mise à jour                                   |
| Apple TV                                    | Apple TV Software (X86)           | Apple TV Software 2   | Janvier 15, 2008   | Février 12, 2008                      | Octobre 2009       | - Dérivé de Mac OS X 10.4 Tiger - Également appelé Apple TV Take Two - Première ligne retirée                   |
| Apple TV                                    | Apple TV Software (X86)           | Apple TV Software 3   |                    | 29 octobre 2009                       | 10 février 2010    | - Dérivé de Mac OS X 10.4 Tiger                                                                                 |
| Apple TV                                    | Apple TV Software (ARM)           | Apple TV Software 4   |                    | 1er septembre 2010                    | 15 décembre 2011   | - Dérivé de iOS 4 et iOS 5                                                                                      |
| Apple TV                                    | Apple TV Software (ARM)           | Apple TV Software 5   |                    | 7 mars 2012                           | 19 juin 2013       | - Dérivé de iOS 5 et iOS 6                                                                                      |
| Apple TV                                    | Apple TV Software (ARM)           | Apple TV Software 6   |                    | 29 octobre 2013                       | 30 juin 2014       | - Dérivé de iOS 7                                                                                               |
| Apple TV                                    | Apple TV Software (ARM)           | Apple TV Software 7   |                    | 17 septembre 2014                     | 14 mars 2022       | - Dérivé de iOS 8                                                                                               |
| Apple TV                                    | tvOS                              | tvOS 9                |                    | 29 octobre 2015                       | 18 juillet 2016    | - Dérivé de iOS 9                                                                                               |
| Apple TV                                    | tvOS                              | tvOS 10               |                    | 13 septembre 2016                     | 19 juillet 2017    | - Dérivé de iOS 10                                                                                              |
| Apple TV                                    | tvOS                              | tvOS 11               |                    | 19 septembre 2017                     | 9 juillet 2018     | - Dérivé de iOS 11                                                                                              |
| Apple TV                                    | tvOS                              | tvOS 12               |                    | 17 septembre 2018                     | 26 août 2019       | - Dérivé de iOS 12                                                                                              |
| Apple TV                                    | tvOS                              | tvOS 13               |                    | 24 septembre 2019                     | 15 juillet 2020    | - Dérivé de iOS 13                                                                                              |
| Apple TV                                    | tvOS                              | tvOS 14               |                    | 16 septembre 2020                     | 19 juillet 2021    | - Dérivé de iOS 14                                                                                              |
| Apple TV                                    | tvOS                              | tvOS 15               |                    | 14 septembre 2021                     | 20 juillet 2022    | - Dérivé de iOS 15                                                                                              |
| Apple TV                                    | tvOS                              | tvOS 16               |                    | 12 septembre 2022                     | 24 juillet 2023    | - Dérivé de iOS 16                                                                                              |
| Apple TV                                    | tvOS                              | tvOS 17               |                    | 12 septembre 2023                     | 19 août 2024       | - Dérivé de iOS 17                                                                                              |
| Apple TV                                    | tvOS                              | tvOS 18               |                    | 16 septembre 2024                     | 16 avril 2025      | - Dérivé de iOS 18                                                                                              |
| Apple TV                                    | tvOS                              | tvOS 26               |                    | 9 juin 2025                           | TBA                | - Dérivé de iOS 26                                                                                              |
| Appareils iOS (iPhone, iPod Touch, et iPad) | iPhone OS                         | iPhone OS 1           |                    | 29 juin 2007                          | 15 juillet 2008    | - Dérivé de "OS X" (À l'époque, "macOS" état encore appelé "Mac OS X" et non "OS X" comme de 2012 à 2016.)      |
| Appareils iOS (iPhone, iPod Touch, et iPad) | iPhone OS                         | iPhone OS 2           |                    | 11 juillet 2008                       | 27 juillet 2009    | |
| Appareils iOS (iPhone, iPod Touch, et iPad) | iPhone OS                         | iPhone OS 3           |                    | 17 juin 2009                          | 11 août 2010       | |
| Appareils iOS (iPhone, iPod Touch, et iPad) | iOS                               | iOS 4                 |                    | 21 juin 2010                          | 25 juillet 2011    | - Suite d'iPhone OS 3                                                                                           |
| Appareils iOS (iPhone, iPod Touch, et iPad) | iOS                               | iOS 5                 |                    | 12 octobre 2011                       | 7 et 25 mai 2012   | |
| Appareils iOS (iPhone, iPod Touch, et iPad) | iOS                               | iOS 6                 |                    | 12 septembre 2012                     | 21 février 2014    | |
| Appareils iOS (iPhone, iPod Touch, et iPad) | iOS                               | iOS 7                 |                    | 18 septembre 2013                     | 30 juin 2014       | |
| Appareils iOS (iPhone, iPod Touch, et iPad) | iOS                               | iOS 8                 |                    | 17 septembre 2014                     | 13 août 2015       | |
| Appareils iOS (iPhone, iPod Touch, et iPad) | iOS                               | iOS 9                 |                    | 16 septembre 2015                     | 22 juillet 2019    | |
| Appareils iOS (iPhone, iPod Touch, et iPad) | iOS                               | iOS 10                |                    | 13 septembre 2016                     | 22 juillet 2019    | |
| Appareils iOS (iPhone, iPod Touch, et iPad) | iOS                               | iOS 11                |                    | 19 septembre 2017                     | 9 juillet 2018     | |
| Appareils iOS (iPhone, iPod Touch, et iPad) | iOS                               | iOS 12                |                    | 17 septembre 2018                     | 23 janvier 2023    | |
| Appareils iOS (iPhone, iPod Touch, et iPad) | iOS & iPadOS                      | iOS 13 & iPadOS 13    |                    | 19 et 24 septembre 2019               | 1er septembre 2020 | |
| Appareils iOS (iPhone, iPod Touch, et iPad) | iOS & iPadOS                      | iOS 14 & iPadOS 14    |                    | 16 septembre 2020                     | 26 octobre 2021    | |
| Appareils iOS (iPhone, iPod Touch, et iPad) | iOS & iPadOS                      | iOS 15 & iPadOS 15    |                    | 20 septembre 2021                     | 31 mars 2025       | - Fin des iPods Touch                                                                                           |
| Appareils iOS (iPhone, iPod Touch, et iPad) | iOS & iPadOS                      | iOS 16 & iPadOS 16    |                    | 12 septembre 2022                     | 31 mars 2025       | |
| Appareils iOS (iPhone, iPod Touch, et iPad) | iOS & iPadOS                      | iOS 17 & iPadOS 17    |                    | 18 septembre 2023                     | 11 décembre 2024   | |
| Appareils iOS (iPhone, iPod Touch, et iPad) | iOS & iPadOS                      | iOS 18 & iPadOS 18    |                    | 16 septembre 2024 / 20 septembre 2024 | 16 avril 2025      | |
| Appareils iOS (iPhone, iPod Touch, et iPad) | iOS & iPadOS                      | iOS 26 & iPadOS 26    | 9 juin 2025        | 9 juin 2025 (bêta)                    | TBA                | |
| Apple Watch                                 | watchOS                           | watchOS 1             |                    | 24 avril 2015                         | 19 mai 2015        | - Dérivé d'iOS 8                                                                                                |
| Apple Watch                                 | watchOS                           | watchOS 2             |                    | 21 septembre 2015                     | 18 juillet 2016    | - Dérivé d'iOS 9                                                                                                |
| Apple Watch                                 | watchOS                           | watchOS 3             |                    | 13 septembre 2016                     | 19 juillet 2017    | - Dérivé d'iOS 10                                                                                               |
| Apple Watch                                 | watchOS                           | watchOS 4             |                    | 19 septembre 2017                     | 9 juillet 2018     | - Dérivé d'iOS 11                                                                                               |
| Apple Watch                                 | watchOS                           | watchOS 5             |                    | 17 septembre 2018                     | 5 novembre 2020    | - Dérivé d'iOS 12                                                                                               |
| Apple Watch                                 | watchOS                           | watchOS 6             |                    | 19 septembre 2019                     | 26 janvier 2021    | - Dérivé d'iOS 13                                                                                               |
| Apple Watch                                 | watchOS                           | watchOS 7             |                    | 16 septembre 2020                     | 13 septembre 2021  | - Dérivé d'iOS 14                                                                                               |
| Apple Watch                                 | watchOS                           | watchOS 8             |                    | 20 septembre 2021                     | 21 juin 2023       | - Dérivé d'iOS 15                                                                                               |
| Apple Watch                                 | watchOS                           | watchOS 9             |                    | 12 septembre 2022                     | 21 septembre 2023  | - Dérivé d'iOS 16                                                                                               |
| Apple Watch                                 | watchOS                           | watchOS 10            |                    | 18 septembre 2023                     | 19 août 2024       | - Dérivé d'iOS 17                                                                                               |
| Apple Watch                                 | watchOS                           | watchOS 11            |                    | 16 septembre 2024                     | 1 avril 2025       | - Dérivé d'iOS 18                                                                                               |
| Apple Watch                                 | watchOS                           | watchOS 26            | 9 juin 2025        | 9 juin 2025 (bêta)                    | TBA                | - Dérivé d'iOS 26                                                                                               |
| Apple Vision Pro                            | visionOS                          | visionOS              | 2 février 2024     | 29 juillet 2024                       | –                  | - Premier système d'exploitation d'informatique spacial                                                         |
| Apple Vision Pro                            | visionOS                          | visionOS 2            | 16 septembre 2024  | 12 mai 2025                           | –                  | |
| Apple Vision Pro                            | visionOS                          | visionOS 26           | 9 juin 2025        | 9 juin 2025 (bêta)                    | TBA                | - Changement de la convention de numérotation de version, en année                                              |